# Arthur Alexander
Arthur Bernard Alexander, Jr. (* 10. Mai 1940 in Florence, Alabama; † 9. Juni 1993 in Nashville, Tennessee) war ein US-amerikanischer Soulsänger, Songschreiber und Pionier des Southern Soul. Er ist der einzige Künstler, dessen Kompositionen zu Lebzeiten auf Studioalben der Bands The Beatles und The Rolling Stones, von Otis Redding und von Bob Dylan verewigt wurden. Sein Titel Anna (Go to Him) ist die erste Coverversion auf einem Beatles-Album.

## Werdegang

### Kindheit & Jugend
Arthur Alexander Junior kam 1940 als Sohn des Bauarbeiters und Gelegenheitsgitarristen Arthur Alexander Senior zur Welt. Um Vater und Sohn in der Anrede zu unterscheiden, nannten Familie und Freunde den Junior kurz June. Junes Heimat war Alabama, einer der rassistischen Südstaaten. Das Kind wuchs mit Blues und Country-Musik aus dem Radio auf. Seine Mutter Fannie Scott Springer starb, als June drei Jahre alt war. Als June fünf oder sechs Jahre alt wurde, hängte der Vater die Bluesgitarre an den Nagel und gab sein erfolgloses Musikerdasein endgültig auf. Der Senior hatte mit der Musik kein Geld verdient und wollte darum nicht, dass sein Sohn ebenfalls eine Musikerkarriere einschlug. Nichtsdestotrotz trat Arthur Alexander im Alter von 13 Jahren einer örtlichen Gospel-Gruppe bei, die sich The Heartstrings nannte. Mit ihnen sammelte er erste Auftrittserfahrungen, vor allem in der Kirche. Die Gruppe war eine reine Gesangsformation und besaß keine Instrumente. Die Heartstrings traten sogar zeitweise samstags in einer lokalen Fernsehshow auf.

### SPAR & FAME (1960–1962)
Tom Stafford betrieb über dem elterlichen Drugstore ein Aufnahmestudio: Stafford Publishing and Recording (kurz: SPAR Music). Stafford produzierte Arthur Alexanders Debütsingle, damals noch unter dessen Künstlernamen „June Alexander“. Die A-Seite enthielt das Lied Sally Sue Brown, die B-Seite den Titel The Girl That Radiates That Charm. Die Single erschien auf Judd Records, dem kurzlebigen Label von Jud Phillips (Bruder des Musikpioniers und Elvis-Entdeckers Sam Phillips). Der große Erfolg blieb aus, aber der Titel entwickelte sich zu einem lokalen Hit.
Als Tom Stafford sich mit seinem Partner Rick Hall zerstritt, gründete Hall sein eigenes Studio Florence Alabama Music Enterprises – kurz FAME Studios. Als erste Platte produzierte Rick Hall für FAME eine Komposition von und mit Arthur Alexander. You Better Move On war in der Art der Produktion und Instrumentierung bewusst an Stand by Me von Ben E. King angelehnt. An der Aufnahme beteiligt waren neben David Briggs am Klavier, Norbert Putnam am Bass und Jerry Carrigan am Schlagzeug die beiden Gitarristen Randy Allen und Terry Thompson. Letzterer steuerte mit seiner Komposition Get a Shot of Rhythm and Blues auch die B-Seite bei.
Die beiden Songs wurden nach mehreren Anläufen live im Studio eingespielt, wobei sich Arthur Alexander als Sänger und der Gitarrist Peanut Montgomery ein Telefunken-Mikrophon teilen mussten. You Better Move On entwickelte sich zum ersten kommerziellen Hit der aufkeimenden Musikszene von Muscle Shoals und rückte bis auf Platz 22 der nationalen Charts vor. Die Single wurde nacheinander von Doris Day, The Hollies und The Rolling Stones gecovert, die You Better Move On auf ihrer selbstbetitelten Debüt-EP (UK 1964) platzierten. Diese Version war jedoch erst 1965 mit dem Album December’s Children (And Everybody’s) auch in den USA erhältlich.
Am 14. März 1962 durfte Arthur Alexander seinen Hit in der landesweiten Sendung American Bandstand einem Millionenpublikum präsentieren.

### Dot Records (1962–1965)
You Better Move On konnte an Dot Records mit Sitz in Nashville, der „Hauptstadt der Country-Musik“ verkauft werden und brachte den neugegründeten FAME Studios auf diese Weise das nötige Startkapital. You Better Move On wurde dann auch der Titel des auf Dot Records veröffentlichten Debütalbums von Arthur Alexander. Aus rechtlichen Gründen wurde der Titelsong für das Album neu aufgenommen und mit bereits etablierten Fremdkompositionen aufgestockt, um aus der Langspielplatte ein garantiertes ‚Hitalbum‘ zu machen. Noel Ball von Dot Records vertraute nicht in die Songschreiberqualitäten seines Künstlers, durch seine Songauswahl drängte er Alexander noch dazu vom schwarzen Soul in Richtung weiße Country-Musik. Die LP enthielt neben zwei Eigenkompositionen die Coverversionen Funny How Time Slips Away von Willie Nelson, Love Me Warm and Tender von Paul Anka, The Wanderer von Ernie Maresca, Hey! Baby von Bruce Channel und den Connie-Francis-Hit Don’t Break the Heart That Loves You. Größere Aufmerksamkeit erregte hingegen Alexanders Eigenkomposition Anna (Go to Him), bei der Kenny Buttrey am Schlagzeug agierte. Anna (Go To Him) wurde von den Beatles übernommen und auf deren Debüt-LP Please Please Me verwendet. Every Day I Have To Cry, eine weitere Aufnahme mit Kenny Buttrey am Schlagzeug, blieb hingegen unveröffentlicht, entwickelte sich aber kurz darauf zu Alexanders meist gecoverter Komposition. Künstler wie Steve Alaimo, Dusty Springfield, The Bee Gees und Ike & Tina Turner interpretierten sie neu.
Arthur Alexander gehörte bald zur Klubszene von Nashville. Nach der Arbeit im Studio besuchte er den gemischtrassigen Klub The Club Baron, oder er ging auf einen Drink ins New Era. Im New Era Club kam es 1963 zu einer besonderen Begegnung. Arthur wurde auf der Bühne von dem Bassisten Billy Cox begleitet, der dort zusammen mit einem „lauten“ Gitarristen namens Jimmy Marbles, einem Freund aus Armeezeiten, auftrat. Der „laute Gitarrist“ übernahm sogar den Titel You Better Move On in sein Nashville-Repertoire, bevor er die Stadt verließ und in London als Jimi Hendrix Karriere machte.
Außerdem freundete sich Arthur Alexander während seiner Tournee 1962 mit Otis Redding an, der im November 1967 sogar Alexanders Komposition Johnny Heartbreak aufnahm und dadurch bekannt machte. Behauptungen, sie hätten den Song gemeinsam geschrieben, verneinte Arthur Alexander stets mit dem Hinweis, dass dieser bereits fertig gewesen sei, als er ihn Otis Redding vorsang. Otis hätte lediglich das possessive „s“ hinzugefügt und damit Johnny Heartbreak zu Johnny’s Heartbreak gemacht. Alexander zeigte sich mit Reddings Version unzufrieden und bezeichnete sie als misslungen.
Speziell für den britischen und europäischen Markt wurde die Mono-EP Alexander The Great produziert, die die vier Titel You Better Move On, Where Have You Been? Anna (Go To Him) und Go Home Girl enthielt.

### Monument Records (1965–1969)
Arthur Alexander nahm für Dot Records acht Singles auf (produziert vom Radio-DJ Noel Ball), bevor er im November 1965 zu Monument Records wechselte. Fred Fosters Plattenfirma war mit Roy Orbisons Erfolgen groß geworden, musste sich aber nach dessen Weggang neu orientieren. Alexanders Singles für Monument waren wieder sehr countrylastig und floppten durchweg, einige potente Aufnahmen hingegen blieben bis 2001 unveröffentlicht, zum Beispiel Stay By Me, Me and Mine und You Don't Love Me (You Don't Care). Zur Aufnahme einer Langspielplatte kam es hingegen nicht.

### Die siebziger Jahre
Erst 1972 konnte Alexander für Warner Brothers nach zehn Jahren endlich wieder ein ganzes Album aufnehmen, das er nach sich selbst benannte. Trotz der Beliebtheit bei Musikerkollegen blieb der Erfolg beim Publikum aus. Andere landeten mit seinen Titeln Charterfolge, und andere verdienten das Geld. Alexander hatte in dubiosen Verträgen die Rechte an seinen Titeln an andere abgegeben. Der Abstieg vollzog sich langsam, aber stetig. 1972 coverte Elvis Presley den Song Burning Love, kurz nachdem Arthur Alexander den Titel als erster aufgenommen hatte. Alexanders Originalversion floppte, der King hatte damit seinen letzten Top-10-Hit in den USA. Im Jahre 1976 gelang Alexander dann das erste Mal seit 1962 wieder eine Platzierung in den amerikanischen R&B-Charts: Sharing the Night Together, drei Jahre später ein Top-10-Hit für Dr. Hook, schaffte es immerhin auf Platz 92. Als Elvis im Sommer 1977 starb, zog sich Arthur Alexander aus dem Musikgeschäft zurück und verlegte seinen Wohnort von Alabama nach Cleveland, Ohio. Dort begann er sein neues Leben als Busfahrer und Hausmeister in einer kommunalen Einrichtung. Darüber hinaus engagierte er sich bei den Wiedergeborenen Christen.

### Comeback und Tod
Im Sommer 1988 coverte Bob Dylan Junes Debütsingle Sally Sue Brown und machte aus der R&B-Nummer einen rockigen Blues. Im Juli 1990 wurde Alexander in die Alabama Music Hall of Fame aufgenommen. Infolgedessen keimte neues Interesse an seinen Songs auf. Nach über 20 Jahren Pause erschien 1993 das Comeback-Album Lonely Just Like Me, eingespielt mit den musikalischen Weggefährten Dan Penn, Donnie Fritts und Spooner Oldham von einst. Am 6. Juni 1993 absolvierte Arthur Alexander im Rahmen des Summer Lights Music Festival einen vielbeachteten Auftritt in Nashville. Nur wenige Minuten nach der Unterzeichnung der Verträge, die ihm die Rechte an seinen früheren Kompositionen hatte sichern sollen, erlitt Arthur Alexander einen Herzinfarkt. Drei Tage darauf starb er im Krankenhaus an Herzversagen.

## Musikalische Leistung
Arthur Alexander war ein Pionier des Country-Soul, einer Spielart des Southern Soul mit Country-Elementen. Damit war er seiner Zeit weit voraus, denn er kombinierte zwei genuin amerikanische Musikstile miteinander, die getrennt auf schwarzen und weißen Radiostationen gespielten wurden. Somit sprach er eine gemischte Hörerschaft an. Auch bestand das Team, mit dem er seine Platten einspielte, aus weißen Musikern, und das zu einer Zeit, als in Alabama und den anderen Südstaaten Schwarze und Weiße in getrennten Welten lebten. Schwarze mussten im Bus hinten sitzen, separate Waschräume benutzen und in gesonderten Stadtvierteln wohnen. Zu den weißen Musikern, die seine gesungenen oder gesummten Melodien in Begleitmusik umsetzten (Arthur Alexander konnte keine Noten lesen), gehörten Donnie Fritts, Dan Penn und Spooner Oldham.
Vor allem jenseits des Atlantik fühlte sich eine junge, weiße Hörerschaft von Arthur Alexanders eingängiger Musik angesprochen. Die Kids der Hafenstadt Liverpool hörten die aktuellsten Schallplatten aus USA dank der Seeleute früher als die Jugend im Rest Europas. Als Arthur Alexander 1962 sein Debütalbum You Better Move On veröffentlichte, bekam er mit den Beatles und Gerry & the Pacemakers schnell wichtige Fans. Die Beatles übernahmen die Songs Soldier of Love und A Shot of Rhythm and Blues in ihr Live-Repertoire. Der Titel Anna (Go To Him) schaffte es sogar auf das Debütalbum Please Please Me – an prominenter dritter Stelle und als erste Fremdkomposition auf einer Beatles-Album. Gerry and the Pacemakers übernahmen sogar gleich drei seiner Songs auf ihr Debütalbum.

“We were very lucky coming from Liverpool because it was a port and it seemed that half of Liverpool was in the Merchant Navy and all these records were coming from America, so you could find out about Arthur Alexander and people like that.”

„Aus Liverpool zu sein hatte viele Vorzüge, denn es war eine Hafenstadt. Halb Liverpool schien bei der Handelsmarine zu arbeiten und so kamen all diese Platten aus Amerika hierher. Auf diese Weise entdeckten wir Arthur Alexander und solche Sachen.“

Graham Nash nimmt für sich in Anspruch, John Lennon den Text von Anna am Tag vor der Plattenaufnahme überlassen zu haben, da er ihn auswendig kannte. Beide Bands, The Hollies und The Beatles, waren nach eigenständigen Auftritten in Manchester in einer Kneipe aufeinander getroffen. Lennon soll schlechter Laune gewesen sein: „Ich will Anna aufnehmen, diesen Song von Arthur Alexander. Aber ich kann mich nicht an den verdammten Text erinnern.“ Graham Nash heiterte ihn auf, indem er ihm die Lyrics auf einen Zettel schrieb.
Die Hollies und kurz darauf auch die Rolling Stones übernahmen 1964 You Better Move On für eigene Singles und machten den Titel damit zu Arthur Alexanders bekanntestem Hit. Seine Komposition Every Day I Have To Cry (Some) wurde sogar von Dusty Springfield, den Bee Gees sowie Ike & Tina Turner (produziert von Phil Spector) gecovert, bevor Arthur Alexander den Titel selbst aufnahm und 1975 als Single veröffentlichte.

### Ehrungen
Seit 1985 wird ihm zu Ehren der Arthur Alexander Songwriter’s Award an erfolgreiche Songschreiber aus Alabama vergeben. Erster Preisträger war der Country-Produzent Billy Sherrill (Stand by Your Man). Es folgten die Musiker Dan Penn, Spooner Oldham, Earl „Peanut“ Montgomery, Beth Nielsen Chapman und Gary Baker.
Von seinem Heimatstaat wurde Arthur Alexander 2005 in die Alabama Music Hall of Fame aufgenommen.

## Populärkultur
In der US-amerikanischen Vorabendserie Eine schrecklich nette Familie wird ein Song aus Alexanders Feder zum Running Gag einer ganzen Folge. In Oldies But Young 'uns – Es liegt mir auf der Zunge (Staffel 5, Folge 17, 1991) hört Al Bundy auf dem Heimweg im Autoradio ein Lied aus seiner Jugendzeit. Hinterher versucht er verzweifelt, sich an den Titel zu erinnern, kommt jedoch immer nur auf das Fragment „Hmm hmm HIMMM“. Bundy nervt damit seine Familie, das Nachbarpärchen, Kellys neuen Freund sowie dessen Vater. Als das Lied erneut im Radio läuft, spitzt er die Ohren, doch der Moderator erwähnt nicht den Titel. In einem Plattenladen hört er schließlich sein Lied zufällig aus einer historischen Jukebox schallen. Bei dem Oldie handelt es sich um Anna (Go to Him), in der Originalversion von Arthur Alexander.

## Kollegen über Arthur Alexander
We were trying to get that bass sound Arthur Alexander was getting in Muscle Shoals, we love his records.

„Wir versuchten, diesen basslastigen Sound hinzubekommen, wie Arthur Alexander in Muscle Shoals; wir lieben seine Platten.“

If the Beatles ever wanted a sound it was R&B. That’s what we used to listen to, what we used to like, and what we wanted to be like. Black, that was basically it. Arthur Alexander.

„Die Beatles wollten immer nach Rhythm & Blues klingen. Das war es, was wir hörten, was wir mochten und wie wir sein wollten. Wir wollten „schwarz“ klingen, wie Arthur Alexander.“

“Anna by Arthur Alexander was on the album (Please Please Me), too. I remember having several records by him, and John sang three or four of his songs. Soldier of Love was one; it appears on the BBC recordings.”

„Anna von Arthur Alexander war auch auf dem Album (Please Please Me). Ich weiß noch, dass ich mehrere Platten von ihm hatte, und John sang drei oder vier seiner Lieder. Soldier of Love war eins davon; es erschien mit den BBC-Aufnahmen.“

When the Beatles and the Rolling Stones got their first chance to record, one did Anna and the other did You Better Move On. That should tell you enough.

„Als die Beatles und die Rolling Stones ihre erste Gelegenheit zum Plattenaufnehmen bekamen, spielten die einen Anna und die anderen You Better Move On. Das sagt eigentlich genug.“

I first heard Arthur when we were kids, fifteen or sixteen, just playing in the clubs around Liverpool. I think maybe the records got here via somebody on a ship from New York. I loved his music, and I loved his style and his vocals.

„Ich hörte Arthurs Musik zum ersten Mal als Fünfzehn- oder Sechzehnjähriger, als wir in der Liverpooler Clubs spielten. Ich glaube, seine Platten gelangten durch einen der Seeleute aus New York zu uns. I mochte seine Musik, ich mochte seinen Stil und seine Stimme.“

“Arthur Alexander is really one of my all-time favorites. His singing has such a beautiful, sad quality which builds as he goes along. It’s a lovely voice that’s country-sounding, stately and wonderful. As a writer, Arthur has a reflective style of love song that’s deeply moving.”

„Arthur Alexander gehört zu meinen langjährigen Favoriten. Sein Gesang hat eine traurig-schöne Qualität, die er allmählich noch steigert. Eine angenehme Stimme, die zum Country passte, gemächlich und wunderschön. Als Songschreiber schuf er tiefsinnige Liebeslieder, die einem unter die Haut gehen.“

“Arthur Alexander was always a inspiration to me as a person and songwriter.”

„Arthur Alexander war für mich als Mensch wie als Songschreiber immer eine Inspiration.“

## Diskografie

### Singles (Auswahl)
- 1960: Sally Sue Brown / The Girl That Radiates That Charm (Pseudonym: „June Alexander“) (Judd Records 1020)
- 1961: You Better Move On / A Shot of Rhythm and Blues (Dot Records 16309)
- 1962: Where Have You Been (All My Life) / Soldier of Love (Dot 16386)
- 1962: Anna (Go to Him) / I Hang My Head and Cry (Dot 16387)
- 1963: Go Home Girl / You're the Reason (Dot 16425)
- 1963: Keep Her Guessing / Where Did Sally Go (Dot 16554)
- 1964: Black Night / Old John Amos, manchmal auch: Black Knight / Ole John Amos (Dot 16616)
- 1972: Mr. John / You've Got Me Knockin'  (Warner Bros. 7571)
- 1972: Burning Love / It Hurts to Want It So Bad (Warner Bros. 7658)
- 1975: Every Day I Have to Cry Some / Everybody Needs Someone to Love (Buddha Records 492)
- 1977: Sharin' the Night Together / She'll Throw Stones at You (Buddha 602)

### EP
- 1963: Alexander The Great (London Records; RE-D 1364)
- 1963: Arthur Alexander (London Records)

### Alben
- 1962: You Better Move On (Dot Records LP 3434)
- 1972: Arthur Alexander (Warner Bros. LP 2592)
- 1982: A Shot of Rhythm and Soul (Ace Records CH 66)
- 1989: Arthur Alexander The Greatest (Ace CHD 922)
- 1993: Lonely Just Like Me (Elektra Nonesuch)
- 1993: The Ultimate Arthur Alexander (Razor & Tie 2014)
- 1994: Adios Amigo: A Tribute to Arthur Alexander (Razor & Tie 2814), mit Frank Black, Elvis Costello und Robert Plant
- 2001: The Monument Years (Ace Records CDCHD 805)
- 2007: Lonely Just Like Me: The Final Chapter, Reissue mit Bonus-Material (Hacktone Records)
- 2014: You Better Move On (Debütalbum plus 14 Bonustracks) (Hoodoo Records)

## Prominente Coverversionen
Arthur Alexanders Eigenkompositionen und Originalversionen [*] wurden von Anbeginn in seinem Stil gecovert und sogar zu Lebzeiten gesampelt. Im Jahr 2018 nahm sein musikalischer Weggefährte Donnie Fritts ein Tributalbum mit Kompositionen von Arthur Alexander auf. Fritts, der seit 1958 mit Alexander befreundet war, gab dem Album Arthurs Spitznamen “June”: “His name was Arthur Alexander Jr. That’s why we called him June.”
- Sally Sue Brown: Bob Dylan (1988), Elvis Costello (1994)
- The Girl That Radiates That Charm [*]: Mick Hucknall (2012)
- You Better Move On: Doris Day (1962), Bobby Vee (1962), The Hollies (1964), The Moody Blues (1964), The Rolling Stones (1964), Tony Sheridan (1964), Drafi Deutscher (dt. Es ist besser, du gehst; 1964), Johnny Rivers (1967), Mink DeVille (1980) und The Drifters feat. Ben E. King (1983)
- A Shot of Rhythm and Blues [*]: The Beatles (1963), Vince Taylor & His Playboys (1964)
- Where Have You Been (All My Life) [*]: The Beatles (1962)[29], Gerry & the Pacemakers (1964)
- Soldier of Love [*]: The Beatles (1963), Pearl Jam (1999)
- Anna (Go To Him): The Beatles (1963), Humble Pie (1974)
- Go Home Girl: The Rolling Stones (1963; Outtake), Ry Cooder (1979)
- Every Day I Have to Cry (Some): Dusty Springfield (1964), The Bee Gees (1965), The Gentrys (1966), The McCoys (1966), Johnny Rivers (1966), Ike & Tina Turner (1966) und Jerry Lee Lewis (1979)
- Johnny Heartbreak: Otis Redding (1970)
- Burning Love [*]: Elvis Presley (1972)
- Sharin' The Night (Together) [*]: Dr. Hook & the Medicine Show (1978)
- June: A Tribute to Arthur Alexander von Donnie Fritts (2018)

## Dokumentarfilm
- Greg ‚Freddy‘ Camalier: Muscle Shoals. BBC/UK 2013. Mit Rick Hall, Keith Richards, Aretha Franklin, Jerry Wexler, Alicia Keys, Jimmy Cliff u. a.[30]

### Nachruf
- Obituary: Arthur Alexander. In: The Independent. Nachruf von Geoff Brown, Drummer auf Alexanders einziger England-Tournee, vom 19. Juni 1993 (englisch)
- Arthur B. Alexander Jr. in der Datenbank Find a Grave

### Musikbeispiele
- Arthur Alexander: A Shot of Rhythm and Blues auf YouTube
- Arthur Alexander: Soldier of Love (Lay Down Your Arms) auf YouTube
- Arthur Alexander: Me and Mine auf YouTube
- Arthur Alexander: Stand by Me auf YouTube